# Vilela (Paredes)
Vilela ist eine Gemeinde (Freguesia) im portugiesischen Kreis Paredes. In ihr leben 4739 Einwohner (Stand 19. April 2021).